# 男山応輔
男山 応輔（おとこやま おうすけ、1864年9月26日（元治元年8月26日） - 1886年（明治19年）9月24日）は、明治時代に存在した力士。男山 鷹輔（読みは同じ）とする文献もある。本名成川応輔。身長206cm（6尺8寸）、体重180㎏（48貫）あり、富岡八幡宮の「巨人力士身長碑」に彼の名前が見られる。武蔵国比企郡（現・埼玉県小川町）出身。

## 人物
幼少期から体がずば抜けて大きく、1883年（明治16年）に徴兵検査を受けたが、この時既に身長が197cm、体重112kgあり、この場にいた埼玉県令の吉田清英が応輔に
相撲界入りを勧めた。その後、花籠部屋に入ることが決まり、1885年（明治18年）、正式に入門した。体の大きさや素質から「武蔵潟二世」と呼ばれた。巨体の割に足腰が強く、怪力のため師匠花籠は男山を幕下付出で取らせようとした。翌年（明治19年）の5月場所後の巡業に参加したものの、9月に長野県内で便所に入ったところ、あまりにも体重が重すぎて便所の床を踏み抜いてしまい下に落ち、尾骶骨を折った。そのため、立つことも動くこともできなくなり、戸板に乗せられて移動した。飯田町（現・飯田市）での興行終了後、地元の勧進元の家で療養にあたっていたが、9月24日急病のために、初土俵前に死去した。死因は脚気説や毒殺説などがある。墓は飯田市の長久寺にあり、「豪壮院男山碩応居士」と戒名が付けられた。
その後、埼玉県の郷里に1968年（昭和43年）、横綱大鵬の揮毫による「力士男山応輔之碑」が建てられた。